# Vụ đánh bom trường học tại Khowst, Afghanistan 2008
Một tên khủng bố tự sát tính tấn công một cuộc họp của trưởng lão các bộ tộc đã tự cho nổ quả bom mang theo người gần một trường tiểu học ở thành phố Khowst, Afghanistan hôm Chủ Nhật 28 tháng 12 năm 2008, làm thiệt mạng 14 trẻ nhỏ và làm bị thương 58 người khác.

## Chi tiết
Vụ nổ bom tự sát xảy ra gần lối vào một đồn cảnh sát và quân đội, theo lời ông Yacoub Khan, chỉ huy phó cảnh sát tỉnh Khowst ở về phía Đông Afghanistan. Binh sĩ Hoa Kỳ cũng đồn trú ở nơi này nhưng không ai bị thương hoặc thiệt mạng trong cuộc tấn công. Theo Abdul Rahman, một bác sĩ ở bệnh viện gần nơi xảy ra nổ bom, các em nhỏ ở vào tuổi từ 8 đến 10.
Tướng David McKiernan, chỉ huy trưởng quân đội NATO ở Afghanistan, cho hay ông tin rằng nhóm khủng bố do sứ quân Siraj Haqqani chỉ huy đã gây ra cuộc tấn công này. "Sự tàn bạo và bất kể mạng sống con người của bọn khủng bố thật đáng ghê tởm, tôi tiếp tục phải chứng kiến cảnh những người vô tội, đàn ông, đàn bà, và trẻ em đang bị giết và gây thương tật để kéo dài cuộc nổi dậy vô nghĩa này."
Cuộc tấn công xảy ra trong lúc các tộc trưởng thuộc bộ tộc Pashtun trong quận Mandozai đang họp bên trong đồn để thảo luận các vấn đề an ninh. Cuộc tấn công xảy ra trong ngày cuối cùng của năm học. Các học sinh đã đến lớp để chuẩn bị nhận chứng chỉ cuối năm, chỉ ít giờ sau khi một vụ bắn hỏa tiễn trong đêm ở Kabul hôm Thứ Bảy 27 tháng 12 làm thiệt mạng ba chị em tuổi thiếu niên.

## Phản ứng
Tổng thống Afghanistan, ông Hamid Karzai lên án cuộc tấn công, gọi đây là hành động đi ngược lại Hồi Giáo. "Những ai ra lệnh và thi hành cuộc tấn công này sẽ không thoát khỏi sự trả thù của người dân Afghanistan và của Thượng Đế," ông Karzai cho hay trong một bản thông cáo gửi đến báo chí.
Một phát ngôn viên Liên Hợp Quốc ở văn phòng tại Kabul nói họ bàng hoàng trước cuộc tấn công này. "Cái chết của các trẻ em đến trường nhận chứng chỉ cuối năm học là điều làm chúng tôi giận dữ," theo lời ông Dan McNorton.
Ông McNorton nói rằng cuộc tấn công này "cũng nhắc nhở chúng ta về ảnh hưởng thật sự của cuộc chiến đối với những người không có vai trò gì trong đó."